# Olga Savchuk
Olga Savchuk (en ukrainien : Ольга Миколаївна Савчук ; en français : Olga Mykolaïvna Savtchouk), née le 20 septembre 1987 à Makiïvka, est une joueuse de tennis ukrainienne, professionnelle de 2002 à 2018.

## Palmarès

### Titres en double dames
| No | Date       | Nom et lieu du tournoi      | Catégorie | Dotation  | Surface    | Partenaire         | Finalistes                       | Score            |          |
| -- | ---------- | --------------------------- | --------- | --------- | ---------- | ------------------ | -------------------------------- | ---------------- | -------- |
| 1  | 29-09-2008 | Tashkent Open Tachkent      | Tier IV   | 145 000 $ | Dur (ext.) | Raluca Olaru       | Nina Bratchikova Kathrin Wörle   | 5-7, 7-5, [10-7] | Parcours |
| 2  | 07-04-2014 | Katowice Open Katowice      | Intern'l  | 250 000 $ | Dur (int.) | Yuliya Beygelzimer | Klára Koukalová Monica Niculescu | 6-4, 5-7, [10-7] | Parcours |
| 3  | 08-01-2017 | Hobart International Hobart | Intern'l  | 250 000 $ | Dur (ext.) | Raluca Olaru       | Gabriela Dabrowski Yang Zhaoxuan | 0-6, 6-4, [10-5] | Parcours |

### Finales en double dames
| No | Date       | Nom et lieu du tournoi      | Catégorie | Dotation  | Surface      | Vainqueures                          | Partenaire          | Score            |          |
| -- | ---------- | --------------------------- | --------- | --------- | ------------ | ------------------------------------ | ------------------- | ---------------- | -------- |
| 1  | 15-02-2010 | Copa Colsanitas Bogota      | Intern'l  | 220 000 $ | Terre (ext.) | Gisela Dulko Edina Gallovits         | Anastasiya Yakimova | 6-2, 7-66        | Parcours |
| 2  | 02-03-2015 | Malaysian Open Kuala Lumpur | Intern'l  | 250 000 $ | Dur (ext.)   | Liang Chen Wang Yafan                | Yuliya Beygelzimer  | 4-6, 6-3, [10-4] | Parcours |
| 3  | 13-07-2015 | Swedish Open Båstad         | Intern'l  | 250 000 $ | Terre (ext.) | Kiki Bertens Johanna Larsson         | Tatjana Maria       | 7-5, 6-4         | Parcours |
| 4  | 27-07-2015 | Baku Cup Bakou              | Intern'l  | 250 000 $ | Dur (ext.)   | Margarita Gasparyan Alexandra Panova | Vitalia Diatchenko  | 6-3, 7-5         | Parcours |
| 5  | 01-01-2017 | Shenzhen Open Shenzhen      | Intern'l  | 750 000 $ | Dur (ext.)   | Andrea Hlaváčková Peng Shuai         | Raluca Olaru        | 6-1, 7-5         | Parcours |
| 6  | 13-02-2017 | Qatar Open Doha             | Premier   | 776 000 $ | Dur (ext.)   | Abigail Spears Katarina Srebotnik    | Yaroslava Shvedova  | 6-3, 7-67        | Parcours |

### Titre en double en WTA 125
| No | Date       | Nom et lieu du tournoi            | Catégorie | Dotation  | Surface    | Partenaire      | Finalistes              | Score             |          |
| -- | ---------- | --------------------------------- | --------- | --------- | ---------- | --------------- | ----------------------- | ----------------- | -------- |
| 1  | 27-10-2014 | International Women's Open Ningbo | WTA 125   | 125 000 $ | Dur (ext.) | Arina Rodionova | Han Xinyun Zhang Kailin | 4-6, 7-62, [10-6] | Parcours |

## Parcours en Grand Chelem

### En simple dames
| Année | Open d'Australie | Open d'Australie    | Internationaux de France | Internationaux de France | Wimbledon       | Wimbledon       | US Open         | US Open             |
| ----- | ---------------- | ------------------- | ------------------------ | ------------------------ | --------------- | --------------- | --------------- | ------------------- |
| 2006  | 3e tour (1/16)   | Elena Vesnina       | 1er tour (1/64)          | Shahar Peer              | 1er tour (1/64) | Martina Hingis  | 1er tour (1/64) | Lauren Albanese     |
| 2007  | 1er tour (1/64)  | Sania Mirza         | 2e tour (1/32)           | Sybille Bammer           | —               | —               | 1er tour (1/64) | Anastasia Rodionova |
| 2008  | 1er tour (1/64)  | Agnieszka Radwańska | 1er tour (1/64)          | Amélie Mauresmo          | 1er tour (1/64) | Jelena Janković | —               | —                   |
| 2009  | —                | —                   | —                        | —                        | —               | —               | —               | —                   |
| 2010  | —                | —                   | —                        | —                        | —               | —               | 1er tour (1/64) | Melanie Oudin       |

N.B. : à droite du résultat se trouve le nom de l'ultime adversaire.

### En double dames
N.B. : le nom de la partenaire se trouve sous le résultat ; le nom des ultimes adversaires se trouve à droite.

### En double mixte
| Année | Open d'Australie            | Open d'Australie          | Internationaux de France         | Internationaux de France | Wimbledon                      | Wimbledon                      | US Open                      | US Open               |
| ----- | --------------------------- | ------------------------- | -------------------------------- | ------------------------ | ------------------------------ | ------------------------------ | ---------------------------- | --------------------- |
| 2014  | —                           | —                         | —                                | —                        | 1er tour (1/32) A. Begemann    | E. Svitolina Florin Mergea     | —                            | —                     |
| 2015  | —                           | —                         | —                                | —                        | 3e tour (1/8) Oliver Marach    | Tímea Babos A. Peya            | —                            | —                     |
| 2016  | —                           | —                         | 1er tour (1/16) A.-U.-H. Qureshi | Alizé Cornet J. Eysseric | 1er tour (1/32) Fabrice Martin | Elina Svitolina Chris Guccione | 1er tour (1/16) R. Lindstedt | A. Spears S. González |
| 2017  | —                           | —                         | —                                | —                        | 2e tour (1/16) Artem Sitak     | A. Spears J. S. Cabal          | 2e tour (1/8) Artem Sitak    | A. Spears J. S. Cabal |
| 2018  | 1er tour (1/16) Artem Sitak | N. Kichenok M. Granollers | —                                | —                        | —                              | —                              | —                            | —                     |

N.B. : le nom du partenaire se trouve sous le résultat ; le nom des ultimes adversaires se trouve à droite.

## Parcours en «Premier Mandatory» et «Premier 5»
Découlant d'une réforme du circuit WTA inaugurée en 2009, les tournois WTA « Premier Mandatory » et « Premier 5 » constituent les catégories d'épreuves les plus prestigieuses, après les quatre levées du Grand Chelem.

### En simple dames
| Année |              | Premier Mandatory | Premier Mandatory | Premier Mandatory | Premier Mandatory |       | Premier 5 | Premier 5 | Premier 5  | Premier 5                  | Premier 5 | Premier 5 | Premier 5 |
| Année | Indian Wells | Miami             | Madrid            | Pékin             |                   | Dubaï | Rome      | Canada    | Cincinnati | Wuhan                      | Wuhan     |           |           |
| Année | Indian Wells | Miami             | Madrid            | Pékin             | Doha              |       | Rome      | Canada    | Cincinnati | Wuhan                      | Wuhan     |           |           |
| Année | Indian Wells | Miami             | Madrid            | Pékin             |                   |       | Rome      | Canada    | Cincinnati | Wuhan                      | Wuhan     |           |           |
| 2013  |              |                   |                   |                   |                   |       |           |           |            | 1er tour (1/32) S. Cîrstea |           |           |           |

Sous le résultat, l’ultime adversaire.

## Parcours en Fed Cup
| #                                                                 | Date       | Lieu          | Surface      | Gagnante(s)                      | Perdante(s)                           | Score            |          |
|                                                                   |            |               |              |                                  |                                       |                  |          |
| 2009 - Barrage (groupe mondial I) - Argentine - Ukraine - 0 : 5   |            |               |              |                                  |                                       |                  |          |
| 1                                                                 | 25/04/2009 | Mar del Plata | Terre (ext.) | Olga Savchuk                     | Aranza Salut                          | 6-2, 6-1         | Parcours |
| 1                                                                 | 25/04/2009 | Mar del Plata | Terre (ext.) | Mariya Koryttseva Olga Savchuk   | María Irigoyen Paula Ormaechea        | 6-2, 6-0         | Parcours |
|                                                                   |            |               |              |                                  |                                       |                  |          |
| 2011 - 1er tour (groupe mondial II) - Suède - Ukraine - 2 : 3     |            |               |              |                                  |                                       |                  |          |
| 2                                                                 | 05/02/2011 | Helsingborg   | Dur (int.)   | Kateryna Bondarenko Olga Savchuk | Sofia Arvidsson Johanna Larsson       | 7-5, 6-2         | Parcours |
|                                                                   |            |               |              |                                  |                                       |                  |          |
| 2011 - Barrage (groupe mondial I) - Australie - Ukraine - 2 : 3   |            |               |              |                                  |                                       |                  |          |
| 3                                                                 | 16/04/2011 | Melbourne     | Terre (ext.) | Jarmila Gajdošová                | Olga Savchuk                          | 6-1, 6-1         | Parcours |
| 3                                                                 | 16/04/2011 | Melbourne     | Terre (ext.) | Olga Savchuk                     | Anastasia Rodionova                   | 7-63, 7-612      | Parcours |
| 3                                                                 | 16/04/2011 | Melbourne     | Terre (ext.) | Olga Savchuk Lesia Tsurenko      | Jarmila Gajdošová Anastasia Rodionova | 0-6, 7-63, 6-3   | Parcours |
|                                                                   |            |               |              |                                  |                                       |                  |          |
| 2012 - 1er tour (groupe mondial) - Italie - Ukraine - 3 : 2       |            |               |              |                                  |                                       |                  |          |
| 4                                                                 | 04/02/2012 | Biella        | Terre (int.) | Flavia Pennetta Roberta Vinci    | Olga Savchuk Lesia Tsurenko           | 7-5, 0-6, 6-1    | Parcours |
|                                                                   |            |               |              |                                  |                                       |                  |          |
| 2013 - 1er tour (groupe mondial II) - Espagne - Ukraine - 3 : 1   |            |               |              |                                  |                                       |                  |          |
| 5                                                                 | 09/02/2013 | Alicante      | Terre (ext.) | Yuliya Beygelzimer Olga Savchuk  | Nuria Llagostera M. T. Torró Flor     | 6-3, 2-6, [10-5] | Parcours |
|                                                                   |            |               |              |                                  |                                       |                  |          |
| 2016 - Barrage (groupe mondial II) - Ukraine - Argentine - 4 : 0  |            |               |              |                                  |                                       |                  |          |
| 6                                                                 | 16/04/2016 | Kiev          | Dur (ext.)   | Kateryna Bondarenko Olga Savchuk | M. Carle G. Perez rojas               | 6-1, 6-3         | Parcours |
|                                                                   |            |               |              |                                  |                                       |                  |          |
| 2017 - 1er tour (groupe mondial II) - Ukraine - Australie : 3 - 1 |            |               |              |                                  |                                       |                  |          |
| 7                                                                 | 11/02/2017 | Kharkiv       | Dur (int.)   | Ashleigh Barty Casey Dellacqua   | Nadiia Kichenok Olga Savchuk          | 6-2, 2-6, [10-8] | Parcours |
|                                                                   |            |               |              |                                  |                                       |                  |          |
| 2017 - Barrage (groupe mondial I) - Allemagne - Ukraine - 3 - 2   |            |               |              |                                  |                                       |                  |          |
| 8                                                                 | 22/04/2017 | Stuttgart     | Terre (int.) | Nadiia Kichenok Olga Savchuk     | Laura Siegemund Carina Witthöft       | 6-4, 4-6, [10-6] | Parcours |

## Classements WTA en fin de saison
| Année          | 2003 | 2004 | 2005 | 2006 | 2007 | 2008 | 2009 | 2010 | 2011 | 2012 | 2013 | 2014 | 2015 | 2016 | 2017 | 2018 |
| Rang en simple | 432  | 279  | 162  | 99   | 97   | 114  | 164  | 151  | 200  | 196  | 175  | 221  | 195  | 309  | 839  | —    |
| Rang en double | 525  | 329  | 650  | —    | 155  | 84   | 81   | 62   | 82   | 106  | 84   | 52   | 52   | 64   | 33   | 147  |

source : (en) Classements de Olga Savchuk sur le site officiel de la Fédération internationale de tennis